# La Vie chantée
Pour plus de détails, voir Fiche technique et Distribution.
La Vie chantée est un film musical français réalisé par Noël-Noël et sorti en 1951.

## Synopsis
La Vie chantée met en scène des instants de la vie quotidienne, en quinze chansons qui ont fait le succès du comédien Noël-Noël. Parmi celles-ci,  « Le rasoir du coiffeur », « Les deux lettres », « Deux et deux font quatre »  « Souvenirs d'enfance ».

## Fiche technique
- Titre anglais : Life in a Song
- Réalisation et scénario : Noël-Noël
- Assistant réalisateur : Jacques Planche
- Script-girl : Denise Petit-Martinon
- Production : S.N.E. Gaumont - Gaumont Actualités
- Producteur : Alain Poiré
- Directeur de production : Robert Sussfeld
- Régisseur général : Roger Boulais
- Directeur de la photographie : Léonce-Henri Burel
- Cameraman  Henri Raichi
- Décors : Robert Dumesnil
- Musique : Noël-Noël
- Montage : Marcelle Lioret
- Pays de production :  France
- Format : Noir et blanc — 35 mm — 1,37:1 — Son mono
- Durée : 80 minutes
- Tournage : du 16 octobre 1950 au 10 mars 1951 à Paris et à Neuilly-sur-Seine
- Dates de sortie : 
  - France : 12 octobre 1951
  - Belgique : 22 février 1952

## Distribution
- Noël-Noël : L'auteur
- Henri Bradley : L'ingénieur du son
- Paul Clérouc : Le beau-père
- Emile Remongin : L'invité bavard
- Edmond Meunier : Le parent
- Jacques Grello : Le retardataire
- Raymond Bour : Le mari voyageur
- Philippe Olive : Le nouveau riche
- Georges Flateau : Le metteur en scène
- Charles Lemontier : Le monsieur barbu de l'abri
- Jacques Cathy : L'acteur  Paul
- Mad Rainvyl : La concierge
- Madeleine Barbulée : La maman
- Marguerite Bour : La cousine
- Madeleine Gérôme : La femme du lutteur
- Christiane Barry : La femme légitime
- Gabrielle Fontan : La tantiche
- Jacques Beauvais
- Léonce
- Robert Lussac : Le châtelain
- Janine Wansar : L'infirmière
- Luce Fabiole : La femme du bricoleur
- Rymau (Michel Mauri) : Le barbier
- Annabel Buffet
- Georgette Anys
- René-Louis Lafforgue